# Salad Fingers
Salad Finger è una serie di cartoni animati in Flash realizzata dall'artista multimediale britannico David Firth.
Protagonista della serie è Salad Fingers, una bizzarra figura umanoide la cui caratteristica principale è quella di avere una sensibilità tattile estremamente sviluppata. Ciò è probabilmente dovuto alle sue peculiari dita, la cui forma ricorda vagamente delle foglie di lattuga (secondo altre interpretazioni dei cetrioli). Il contatto con superfici particolarmente ruvide (come ad esempio cucchiai ricoperti di ruggine) causa a Salad Fingers sensazioni «quasi orgasmiche».
Salad Fingers abita in una landa desolata dove l'unica costruzione sembra essere la sua stessa abitazione, e periodicamente entra in contatto con altri esseri senzienti.
Le vicende del protagonista mettono in scena schizofrenia, autolesionismo, feticismo, allucinazioni, cannibalismo, e si nutrono di un'estetica che spesso ricorre a immagini urtanti per lo spettatore (animali morti, sangue, sanitari, ecc.).

## Caratteristiche del protagonista
Salad Fingers è una creatura umanoide, disegnata con uno stile grafico piuttosto elementare. Ha testa ovale, occhi tondi con pupille divergenti e iniettate di sangue, un tronco (caratterizzato da una leggera gobba) su cui si innestano gambe e braccia piuttosto magre. Il suo colorito generale è verdognolo. È completamente privo di capelli, ma presenta una leggera peluria sul petto e alla base delle dita. Non ha né naso né padiglioni auricolari. I suoi denti si presentano gialli nel primo episodio, marci e gravemente cariati nei successivi. Le sue mani sono costituite da tre lunghe dita di aspetto vegetale. Tuttavia in esse (come presumibilmente nel resto del corpo) scorre sangue rosso. Esse inoltre reagiscono al contatto con le ortiche coprendosi di pustole rossastre (ep. 3).
Salad Fingers si esprime normalmente per monologhi, condotti con una voce flebile e per lo più pacata. Parla inglese con accento britannico, lasciando però cadere ogni tanto alcune frasi in francese (che paiono tuttavia pronunciate in uno stato di dissociazione). Il francese di queste frasi è peraltro pronunciato in parte scorrettamente e con un forte accento inglese.
Salad Fingers ha l'abitudine di colmare da solo le lacune comunicative coi personaggi che abitano il suo mondo, che finora (con la sola eccezione di Mable), sono parsi incapaci di esprimersi in modo più complesso di una serie di monosillabi e grugniti incomprensibili. Discende direttamente da questo aspetto l'abitudine di Salad Fingers di attribuire nomi di sua invenzione ai suoi interlocutori.
È probabile che Salad Fingers soffra di disturbi della personalità, cosa che lo porta, tra le altre cose, a parlare con le marionette che periodicamente indossa sulle sue dita. È altrettanto plausibile che soffra di problemi relazionali con gli altri personaggi (per es. il bambino che si innamora di lui in ep. 4) e di allucinazioni.
Tra gli oggetti che Salad Fingers ama toccare figurano: cucchiai e teiere arrugginiti (ep. 1), un insetto simile a un bruco di nome Bordois (ep. 4), sbarre metalliche (ep. 4), ortiche (ep. 3), rubinetti (ep. 4), animali macellati (ep. 2).
Salad Fingers è in grado di suonare il flauto (ep. 3) e, se stimolati adeguatamente, i suoi capezzoli secernono una sostanza lattiginosa.

## Personaggi
- Salad Fingers

Il personaggio principale è un umanoide gobbo, calvo, con la pelle verde chiaro, senza naso o orecchie visibili, che parla con un distorto accento inglese. Le sue dita lunghe e strane sono la sua principale caratteristica. Salad Fingers ottiene piacere sfregando vari oggetti, in particolare quelli metallici arrugginiti come cucchiai e bollitori. Si trova spesso a parlare con vari pupazzi e altri umanoidi. In un episodio parla anche con la sua radio. Inoltre, spesso assegna a tali oggetti nomi propri e sembra credere che possano comunicare con lui, a volte esprimendo i loro pensieri.
Vive da solo in una piccola baracca (contenente, tra le altre cose, un forno, una camera da letto, un armadio, radio, telefono) con il numero 22 sulla porta. Salad Fingers sembra essere masochista; ciò si nota dal fatto che prova piacere bucandosi le dita su un chiodo, strofinandosi ortiche addosso, e ferendosi con una trappola per orsi. Sa suonare il flauto e parlare francese. Sembra anche in grado di utilizzare codice Morse, come mostrato nell'episodio nove, nel quale deve informare gli altri della strana malattia che lo infetta (la scarlattina). Ha un linguaggio piuttosto articolato, anche se spesso utilizza modi di dire inglesi o frasi irrilevanti e fuori contesto.
Salad Fingers ha molte abitudini: misura regolarmente la distanza tra la sua casa e un albero, mangia la sporcizia (chiamata "floor-sugar", "zucchero del pavimento") e ascolta la radio. Spesso respira come se avesse l'asma, soprattutto quando qualcosa lo interessa molto, o quando prova molto piacere. Il nome "Salad Fingers" è stato inventato dal co-sceneggiatore di Firth, Christian 'Crust' Pickup, riferendosi al modo di Firth di suonare la chitarra, e chiamandolo "dita d'insalata" ("Salad Fingers" , appunto).
- Hubert Cumberdale (Barbara Logan-Price), Marjory Stewart-Baxter e Jeremy Fisher

Marionette da dito che appaiono negli episodi due, tre, cinque, sei, sette, otto e nove. Spesso nelle fanstasie di Salad Fingers appaiono come esseri umani a grandezza naturale. Il nome "Jeremy Fisher" potrebbe riferirsi ad un libro di Beatrix Potter, "The Tale of Mr. Jeremy Fisher".  Nel secondo episodio, Salad Fingers assaggia le marionette, sostenendo che Hubert Cumberdale sa di "fuliggine e cacca", e Marjory Stewart-Baxter di "polvere di sole". In questo episodio Jeremy Fisher non viene assaggiato, ma il suo sapore verrà rivelato più avanti. Salad Fingers, inoltre, sostiene che Jeremy Fisher abbia combattuto "La Grande Guerra". Nel quinto episodio, Hubert Cumberdale è temporaneamente ribattezzata "Barbara Logan-Price" (e le viene anche dato un "amico-cappello", un berretto da soldato della Marina). Nel sesto episodio, Salad Fingers, in un momento di oblio, mangia Jeremy Fisher, e da questo momento la marionetta non sarà più nominata, poiché morta. Nell'ottavo episodio, Salad Fingers chiama Hubert Cumberdale  "sporco immigrato", dopo averlo gettato in un vaso da notte. Nel nono episodio, Salad Fingers si riferisce a Stewart-Baxter come se fosse la sua compagna e la mamma del loro "bambino", Yvonne.
- Harry / Milford Cubicle

Appare nel terzo episodio. È un umanoide senza braccia, e indossa un grembiule che lo identifica come un dipendente della "BBQ". Sebbene dal suo cartellino da dipendente si legga che il suo nome sia "Harry", Salad Fingers lo chiama "Milford Cubicle". Questi muore dissanguato dopo aver sbattuto ripetutamente la testa sulla porta di Salad Fingers. Quest'ultimo poi lo trova e lo trascina dentro la sua casa e lo blocca su un gancio da macellaio, credendolo vivo e cosciente.
- Bordois

Apparso nell'episodio quattro, Bordois è un verme che Salad Fingers uccide accidentalmente tentando di accarezzarlo. Salad Fingers afferma che quel verme è come "sorella minore". Una volta ucciso, Salad Fingers dice: "Sei diventata piatta, sorellina. Ora sei tutta appiccicosa. Io non giocherò più con te finché non ti laverai."
- Zia Bainbridge

Appare nel nono episodio, è una gialla creatura dagli occhi strani. Mentre Salad Fingers la chiama zia Bainbridge nel nono episodio, la chiama anche "un bambino" nel primo, lasciando intendere che non la conosce affatto. Ciò è ulteriormente dimostrato quando lei si allontana da Salad Fingers, quando tenta di abbracciarla nel nono episodio. È difficile dire se si tratta di un uomo o di una donna.
- Mable

Appare nell'episodio numero cinque. Mable è una giovane ragazza, che va a fare un picnic con Salad Fingers. Lei è il primo personaggio diverso da Salad Fingers che parla in modo comprensibile. Quando vede Salad Fingers, guardando il suo sgomento gli dice: "Che cosa c'è che non va, Mr. Fingers? Non ti piacciono le mie parole?" Mentre accade ciò, si ritrova con gli occhi cavati.
- Kenneth

Un cadavere in decomposizione trovato in un buco (uno che è stato a quanto pare scavato completamente dal burattino Hubert Cumberdale) vicino alla casa di Salad Fingers, nel settimo episodio; Salad Fingers sostiene che è suo fratello minore in ritorno dalla Grande Guerra e lo invita a cena. Salad Fingers gli canta una canzone che fa "Ci rivedremo", poi lo rigetta nella fossa perché suo "fratello minore" deve ritornare alla Grande Guerra.
- Roger

Apparso nell'ottavo episodio, Roger è una radio rotta, che parla in modo aggressivo spaventando Salad Fingers (Salad spaventato si chiude nell'armadio due volte). Roger, secondo Salad Fingers, deve mangiare per entrare in funzione e quindi gli dà del "cibo" (in forma di piccole palline marroni che sembrano essere i fagioli). Questo disagio causato dalla sua radio gli ha fatto mangiare la sua collezione di capelli.
- Horace Horsecollar

Un cavallo giocattolo con cui Salad Fingers gioca.
- Penny Pigtails

È un personaggio immaginario creato da Salad Fingers mentre si nascondeva da Roger nell'armadio di sicurezza. Lei non è altro che la mano di Salad Fingers che cammina in tutto l'armadio. Salad Fingers immagina che lei litiga con un operatore di mercato perché quest'ultimo non vuole venderle della marmellata di lamponi perché le sue gambe sono "troppo lunghe" e "fatte di cotone". Salad Fingers inizia a piangere.
- Mr. Branches

È un albero che dista 21 metri dalla casa. Salad Fingers tiene conto di questa distanza. Nell'episodio nove, Salad Fingers morde uno dei suoi rami, inducendolo a piangere per il dolore (Salad Fingers lo immagina con una faccia). L'albero prega Salad Fingers di farlo entrare in casa perché ha freddo, ma gli viene detto che deve prima uscire dall'albero se vuole entrare in casa. Mr. Branches cattura Salad Fingers con un suo ramo intorno allo stomaco (anche se questa intera scena era una fantasia, e non la realtà).
- Yvonne

Un oggetto viscido nero che Salad Fingers 'partorisce' dal suo stomaco nell'episodio nove. L'oggetto può essere un tumore, infatti Salad Fingers si sente meglio dopo il 'parto'. Per Salad Fingers è suo figlio e dice desiderava questo giorno. Lui lo culla e gli legge una poesia, durante la quale lo nomina "Baby Yvonne" e dice che essa ha gli occhi di sua madre. Infelice con esso, Salad Fingers decide di darlo a zia Bainbridge, ma guardando il figlio prova "pietà" quindi dice che è andato a pulire i vetri. Si procede poi a pulire la finestra di zia Bainbridge con il figlio, credendo che fosse una spugna. Dopo il "lavaggio" della finestra, Salad Fingers prende una "pausa pranzo" e si vede che mangia un panino con una tazza di caffè nelle vicinanze.
- Tony

Un bimbo con grandi occhi e alquanto grottesco che si innamora di Salad Fingers nel quarto episodio. Ha una grande cucitura sulla sua fronte. Questo personaggio è stato originariamente creato da Jimi Hollis e si riferisce a lui come "il ragazzo dai grandi occhi". Lui utilizza una trappola per orsi e un rubinetto sporco per catturare Salad Fingers, poi lo rinchiude in una gabbia e gli propone di sposarlo con un anello sormontato un molare umano.
- Dr. Papanak

Una marionetta che compare solo nell'episodio 10. È un burattino vestito come un medico. Non è esattamente muto: emette gemiti e batte ripetutamente i denti. Sembrerebbe essere anche senziente, infatti potrebbe essere solo un'allucinazione di Salad Fingers. Credendo di averne il controllo lascia il medico operare sul suo corpo, fino a quando non lo morde sul lato della testa. Per il dolore, scaglia il burattino che a mezz'aria sfodera numerosi coltelli dalla sua apertura inferiore (dove si dovrebbe mettere il dito) e atterra infilzandosi su un cavallo che sembra proprio Horace Horsecollar (questa volta a grandezza naturale), scavando e mangiandone la carne.

## Episodi
Salad Fingers conta attualmente di 14 episodi, il primo dei quali messo in rete il 1º luglio 2004 e l'ultimo il 7 marzo 2022. Gli episodi durano pochi minuti: Salad Fingers compare in scena nei primi secondi, talvolta rivolgendo direttamente un saluto agli spettatori nei primi quattro episodi. Le parole pronunciate da Salad Fingers compaiono quasi sempre in scena come scritte fluttuanti.

### Episodio 1:Spoons(Cucchiai)
- Messa in rete: 1º luglio 2004
- Credits: disegni, animazioni e doppiaggio: David Firth; scritto da David Firth e Christian "Crust" Pickup; musiche: Boards of Canada
- Durata: 1m 45s ca.

In questo episodio facciamo la conoscenza del protagonista della serie. Nella prima scena Salad Fingers dichiara il suo amore per i cucchiai arrugginiti e manifesta l'intento di trovare il «cucchiaio perfetto». In seguito suona alla porta di una creatura umanoide che si esprime a grugniti, per interrogarla sui cucchiai che ha in casa (si noti che Salad Fingers definisce l'essere che ha davanti come un «bambino»). A seguito delle "spiegazioni" del "bambino" (che Salad Fingers sembra essere in grado di comprendere), viene a sapere che in casa non ci sono cucchiai, o quanto meno non li può toccare. In mancanza dei cucchiai, si accontenta di toccare una teiera arrugginita e ne trae piacere.

### Episodio 2:Friends(Amici)
- Messa in rete: 15 luglio 2004
- Credits: disegni, animazioni e doppiaggio: David Firth; scritto da David Firth e Christian "Crust" Pickup. Musiche: Boards of Canada e David Firth.
- Durata: 4m 20s ca.

Salad Fingers è a casa sua, ci saluta e ci informa che quest'oggi incontrerà i suoi amici. Questi sono tre marionette che Salad Fingers indossa sulle sue dita. Si chiamano Hubert Cumberdale, Marjory Stewart-Baxter e Jeremy Fisher. Salad Fingers si chiede che sapore abbiano, e decide di assaggiare Marjory e Hubert, con risultati diversi. L'incontro con i suoi amici prevede anche una pasto a base di pesce, che Salad Fingers sta cuocendo nel suo forno, dopodiché Salad Fingers inizia a pronunciare alcune locuzioni francesi, simili a "comment tu t'appelle?" (come ti chiami?) e "ça va?" (come va?).
Nella scena successiva, vediamo Salad Fingers chiedere aiuto dalla sua baracca. Passa un bambino che indossa una giacca con la lettera M (sembrerebbe un individuo normale, se non fosse per l'espressione spaventata e per il fatto che non dice una parola). Salad Fingers chiede il suo aiuto per estrarre il pesce dal fondo del forno: avendo una mano occupata dai suoi "amici" non riesce ad arrivarci. Il bambino si infila nel forno; ma Salad Fingers, distratto da un chiodo arrugginito che sporge dal muro, lascia lo sportello che stava tenendo aperto e questi si richiude lasciando il bambino intrappolato nel forno. Toccando il chiodo si buca un dito, da cui esce del sangue (Salad dice che gli piace «quando viene fuori l'acqua rossa»). Sviene per il sangue perso e fa un sogno in cui, passeggiando per quella che sembra essere una cella frigorifera piena di animali macellati, incontra Hubert Cumberdale e, dopo un jumpscare da parte della marionetta, lo tocca con un cucchiaio. Intanto canticchia Somewhere Over the Rainbow. Risvegliatosi, annusa l'aria e conclude che «il pesce ha l'aria di essere pronto», non accorgendosi che a emanare l'odore è il bambino rimasto intrappolato nel forno.

### Episodio 3:Nettles(Ortiche)
- Messa in rete: 1º agosto 2004
- Credits: disegni, animazioni e doppiaggio: David Firth; scritto da David Firth e Christian "Crust" Pickup. Musiche: Boards of Canada, Brian Eno, Yoga Flute.
- Durata: 3m 10s ca.

Salad Fingers è all'aperto, impegnato (come ci spiega lui stesso) a «godersi i piaceri delle ortiche» che tocca riempiendosi una mano di eruzioni cutanee. Poco lontano trova una passeggino, e dopo averlo battezzato "porta-ortiche" vi ripone una piantina e la porta a casa. Questo sembra mandare su tutte le furie un essere privo di braccia che, quando scopre che la carrozzina è sparita, si mette all'inseguimento di Salad Fingers.
Siamo a casa del protagonista. Sotto gli occhi dell'essere che lo osserva dalla finestra, Salad Fingers si stimola un capezzolo con le ortiche, provocando (con sua stessa sorpresa) la fuoriuscita di latte. Ciò gli riporta alla mente «bei momenti»: un flashback in cui lui e Hubert Cumberdale si fanno la permanente dal parrucchiere. L'essere si mette a sbattere la testa contro la porta (contrassegnata dal numero 22) fino a sanguinare e perdere conoscenza. Dopo un po' Salad Fingers va ad aprire e trova la creatura a terra in una pozza di sangue. Dopo averla battezzata Milford Cubicle, la trascina all'interno e la appende a un gancio sulla parete. Suona un po' il flauto per Milford e infine gli chiede se vuole bere una tazza di latte caldo, di cui possiamo facilmente immaginare la provenienza.

### Episodio 4:Cage(Gabbia)
- Messa in rete: 20 agosto 2004
- Credits: disegni, animazioni e doppiaggio: David Firth; scritto da David Firth, Christian "Crust" Pickup, e Jimi Mwng; personaggio aggiuntivo creato da Jimi Mwng. Musiche: Boards of Canada, David Firth, Aphex Twin.
- Durata: 5m 20s ca.

Salad Fingers compare direttamente in scena, salutando un ipotetico pubblico. Stavolta indossa un basco alla francese, e infatti spiega che oggi proverà a trovare la Francia. All'improvviso si accorge della presenza di un umanoide (Salad Fingers lo definisce un «ragazzino») poco lontano, che lo sta osservando. Inquietato da questa presenza, decide di abbandonare il suo proposito di trovare la Francia e si avvia verso casa. Il ragazzino però gli si para davanti, e inizia a parlargli in un linguaggio (almeno per noi) incomprensibile (nel mezzo pare di sentire un «ça va?», locuzione francese per "come va?"). Dai cuoricini che spuntano intorno a lui, si intuisce che si è innamorato di Salad Fingers. Salad Fingers, agitato, cerca di tenerlo a distanza con la mano, ma questi gliela lecca, provocando un gemito impaurito.
Tornato a casa, Salad Fingers si intrattiene a parlare con una specie di bruco che chiama Bordois (pronunciato bo:dwaz) che crede sua sorella più piccola. Nel toccarlo però lo schiaccia e uccide. La reazione di Salad Fingers di fronte a questa morte è di irritazione, in quanto accusa il bruco di essere «troppo appiccicosa» e che non tornerà a giocare con lei finché non si sarà lavata. Bussano alla porta. Fuori Salad Fingers trova un rubinetto, uno degli oggetti che ha sempre sognato toccare. Si trova a fantasticare di rubinetti e nell'allucinazione proclama di volerli sposare tutti. Ridestatosi, si mette a inseguire il rubinetto, senza accorgersi che è legato a un filo tirato dal ragazzino. Dopo aver camminato a lungo, mette il piede in una tagliola, e sviene per il sangue perso, non senza provare un certo piacere. Al risveglio, si accorge di essere stato imprigionato in una gabbia di legno con una finestrella munita di sbarre metalliche leggermente consumate, su cui comincia subito a strofinare le dita, traendone godimento. A questo punto compare il ragazzino, che rinnova le sue incomprensibili offerte amorose. Spaventato, Salad Fingers evade dalla gabbia con una specie di gioco di prestigio, lasciando il piccoletto a piangere sconsolato.

### Episodio 5:Picnic
- Messa in rete: 25 novembre 2004
- Credits: testo, disegni, animazioni e doppiaggio: David Firth; collaborazione ai testi e voce di Mable: Christian "Crust" Pickup. Musiche: Boards of Canada, David Firth, Aphex Twin.
- Durata: 4m 20s ca.

Salad Fingers parla al telefono: chiede all'operatore di metterlo in contatto col suo «vecchio amico Charlie» per invitarlo al pic-nic che si appresta a tenere il giorno stesso. Salad Fingers sembra dialogare con qualcuno, ma il suono proveniente dal ricevitore è per noi incomprensibile, trattandosi di un crepitio da interferenza (il telefono è rotto, il cavo della cornetta è reciso). D'improvviso sente qualcosa provenire dalla sua regione ventrale, e pronuncia delle frasi poco chiare, attribuendole a «Mary Mandolin». Riprende a telefonare, ma si accorge con disappunto di essere stato «scollegato». Alza la mano e su un dito c'è la marionetta di Hubert Cumberdale, che tuttavia Salad Fingers (dopo qualche tentennamento) chiama "Barbara Logan-Price". Gli/le regala un berretto da marinaio, ed esclama «Ci sarà nebbia stasera a riva, Nostromo».
Nella scena successiva, Salad Fingers indossa quello che sembra essere un abito da sposa e commosso va davanti allo specchio, dove guardandosi dice: «Sei così bella/o, è il tuo gran giorno!». Inizia il picnic fuori dalla casa di Salad Fingers, a cui si presenta una bambina apparentemente sporca, con un abito logorato, che egli battezza "Mable". Pochi secondi dopo, un corvo si posa su un ceppo lì vicino, emettendo suoni particolarmente stridenti. Mable sembra gradire gli improbabili cibi di Salad Fingers, con grande soddisfazione di quest'ultimo, che decide di sceglierla come sua «nuova compagnia di giochi». All'improvviso il corvo ruba il cucchiaio con cui Salad Fingers aveva fatto assaggiare il suo purè di piselli a Mable. La coppia trova la cosa divertente e comincia a ridere. Tuttavia, il successivo commento di Mable («Credo che anche a lui piacciano i cucchiai!»), articolato in maniera comprensibile e con un tono allegro, sciocca e terrorizza Salad Fingers. Alla domanda «Cosa c'è che non va, Mr. Fingers? Non le sono piaciute le mie parole?», sempre proveniente da Mable, Salad all'improvviso si rannicchia in un angolo della casa, tappandosi le orecchie, terrificato.

### Episodio 6:Present(Regalo)
- Messa in rete: 24 Luglio 2005
- Credits: disegni, animazioni e doppiaggio: David Firth; scritto da David Firth, Christian "Crust" Pickup, e Jimi Mwng; personaggio aggiuntivo creato da Jimi Mwng. Musiche: Boards of Canada, David Firth, Aphex Twin.
- Durata: 4m 15s ca.

Salad Fingers è in casa e chiede a Hubert Cumberdale di scendere dall'armadio. Lui "ubbidisce", liquefacendosi in una lucente sostanza nera, calda e vischiosa, scivolando così giù dall'armadio. In seguito incontra Jeremy Fisher che gli regala un cavallo giocattolo. Per tutta risposta Salad Fingers mangia Jeremy Fisher, ammonendolo acidamente riguardo al modo in cui si era procurato il giocattolo. Confida al cavallo giocattolo che conta su di lui per «vincere la grande corsa» ed esce di casa.
Incamminandosi quindi col giocattolo, trova all'improvviso un gabinetto abbandonato. Decide che l'acqua ristagnate presente in esso vada più che bene per «lavare la sua sottoveste». Tuttavia, a un certo punto, specchiandosi nell'acqua rifiuta di riconoscersi nella propria immagine e scosso da ciò, tira lo sciacquone, trovandolo un buon modo per scacciare i brutti pensieri.
Tornato a casa, trova un suo clone seduto su una sedia che lo scambia per Jeremy Fisher. Nell'inquadratura seguente, infatti, diventa proprio Jeremy Fisher e viene rimproverato dal clone di provare ad andare a letto con sua figlia. Poi la bocca di Jeremy si sbottona e dal foro esce del liquido verdastro. Il clone inizia a mangiare la testa di Jeremy, ma questo ridiventa Salad Fingers (o forse è proprio lui stesso che mangia il clone). Dopo un'agghiacciante scena di cannibalismo, l'episodio si chiude con un primo piano del gabinetto e la casa sullo sfondo.

### Episodio 7:Shore Leave (Congedo)
- Messa in rete: 29 gennaio 2006
- Credits: disegni, animazioni e doppiaggio: David Firth; scritto da David Firth, Christian "Crust" Pickup, e Jimi Mwng; personaggio aggiuntivo creato da Jimi Mwng. Musiche: Boards of Canada, David Firth, Aphex Twin.
- Durata: 5m 30s ca.

L'episodio si apre con il cucchiaio con cui Salad Fingers sta mangiando della sabbia dal suolo. Discute con Marjory riguardo alla qualità del «terreno-zucchero», così definito da lui, di quel luogo. Decide di alzarsi, per «catalogare» gli oggetti portati alla luce dalle innumerevoli buche, fatte da lui stesso tutt'intorno, ed incontra sul ciglio di una di queste Hubert Cumberdale. Guardando nella buca, Salad non crede ai suoi occhi: nella fossa è presente un cadavere in decomposizione, mutilo di braccia e gambe. Slad lo ritiene essere Kenneth, suo fratello più giovane, tornato dalla Grande Guerra. Lo porta così in casa per assisterlo e rifocillarlo.
Qui lo veste elegantemente e gli prepara un pasto a base di sabbia e tè. Lo canzona bonariamente per le sue imprese e, in seguito, inizia a raccontargli delle sue attività. Gli narra un episodio accaduto molte estati prima, riguardo ad uno scheletrico albero privo di foglie, chiamato Mr. Branches da Salad Fingers, che lentamente si spostava dalla sua abitazione. In seguito recita nei panni del cadavere che, cadendo sui biscotti, pareva allungasse la mano su di essi. Salad Fingers lo ammonisce acidamente in quanto non ha finito ancora il suo ipotetico pasto. Trascorsa la serata, Salad Fingers rigetta Kenneth, dopo uno struggente addio, nella fossa dove l'aveva trovato, lamentandosi, in lacrime, del fatto che suo fratello dovesse tornare agli orrori della Grande Guerra. Prega quindi Dio affinché faccia tornare illeso il suo fratellino, e nel dargli l'addio fa il saluto militare ed intona malinconicamente "We'll Meet Again" di Vera Lynn.
L'episodio si chiude con quella che sembra una visione onirica, in cui Salad Fingers, indossando un lungo abito candido, canta la stessa canzone su di un palcoscenico, davanti ad un vasto pubblico, accompagnato da un pianoforte, ma improvvisamente si interrompe e rimprovera il pianista (il quale presenta dei fili da marionetta sulla testa e sulle braccia) di suonare nella chiave sbagliata. Non ottenendo, malgrado l'ammonimento, nessuna reazione, sconsolato, se ne va.

### Episodio 8:Cupboard (Armadio)
- Messa in rete: 22 gennaio 2007

### Episodio 9:Letter (Lettera)
- Messa in rete: 26 maggio 2011

### Episodio 10:Birthday (Compleanno)
- Messa in rete: 23 novembre 2013

### Episodio 11:Glass Brother (Il fratello dello specchio)
- Messa in rete: 30 gennaio 2019

### Episodio 12:Post Man (Postino)
- Messa in rete: 7 marzo 2022

### Episodio 13:Harvest (Raccolto)
- Messa in rete: 20 settembre 2023 su Newgrounds, il 27 dello stesso mese su YouTube.

## Staff artistico
David Firth è anche noto (con lo pseudonimo di Locust Toybox) come compositore di musica elettronica. La sua produzione viene di solito fatta rientrare nel filone della Intelligent dance music britannica.
Le musiche giocano un ruolo importante in Salad Fingers, contribuendo a creare la sua peculiare atmosfera di alienazione e straniamento. Oltre che pezzi dello stesso Firth, nel cartone è possibile sentire brani o parti di brani di:
- Boards of Canada (autori del brano Beware the Friendly Stranger, uno dei temi maggiormente ricorrenti nella serie)
- Aphex Twin (compositore di Avril 14th udibile alla fine dellìepisodio "The Cage")
- Brian Eno

### Episodi
- (EN) Salad Fingers episodio 1 - Spoons, su fat-pie.com.
- (EN) Salad Fingers episodio 2 - Friends, su fat-pie.com.
- (EN) Salad Fingers episodio 3 - Nettles, su fat-pie.com.
- (EN) Salad Fingers episodio 4 - Cage, su fat-pie.com.
- (EN) Salad Fingers episodio 5 - Picnic, su fat-pie.com.
- (EN) Salad Fingers episodio 6 - Present, su fat-pie.com.
- (EN) Salad Fingers episodio 7 - Shore Leave, su fat-pie.com.
- (EN) Salad Fingers episodio 8 - Cupboard, su fat-pie.com.
- (EN) Salad Fingers episodio 9 - Letter, su fat-pie.com.
- Salad Garden, su saladgarden.net.

### David Firth
- (EN) Homepage dell'ideatore di Salad Fingers, su fat-pie.com.
- (EN) Intervista con David Firth, su semantikon.com.
- (EN)  Burnt Face Man - Un altro cartone animato scritto da David Firth

### Parodie
- (EN) Banana Fingers, su weebls-stuff.com. URL consultato il 10 settembre 2005 (archiviato dall'url originale il 23 settembre 2005).
- (EN) Salad Weebl, su newgrounds.com.